# ديواونغ هونغ سون
ديواونغ هونغ سون (بالفيتنامية: Dương Hồng Sơn)‏ هو لاعب كرة قدم فيتنامي في مركز حراسة المرمى، ولد في 20 نوفمبر 1982 في محافظة ني أن في فيتنام. شارك مع منتخب فيتنام تحت 23 سنة لكرة القدم ومنتخب فيتنام لكرة القدم. أما مع النوادي، فقد لعب مع نادي سونغ لام نغي أن ونادي هانوي.

## وصلات خارجية
- ديواونغ هونغ سون على موقع قاعدة بيانات كرة القدم.إي يو (الإنجليزية)
- ديواونغ هونغ سون على موقع ناشيونال فوتبول تيمز (الإنجليزية)
- ديواونغ هونغ سون على موقع Soccerway.com (الإنجليزية)
- ديواونغ هونغ سون على موقع عالم كرة القدم.نت (الإنجليزية)